# テルロケトン

テルロケトンの一般的な構造

テルロケトン(Telluroketone)は、酸素原子がテルル原子に置換したケトンのアナログである。この置換により、官能基の安定性が下がり、立体障害効果や電子的効果による安定化をより多く必要とする。